# Tailândia nos Jogos Olímpicos de Verão de 1992
A Tailândia participou dos Jogos Olímpicos de Verão de 1952, realizados em Barcelona, na Espanha..